# La torre de los siete jorobados
La torre de los siete jorobados ("De sju puckelryggarnas torn") är en spansk spänningsfilm från 1944 i regi av Edgar Neville, med Antonio Casal och Isabel de Pomés i huvudrollerna. Den utspelar sig i Madrid i slutet av 1800-talet och handlar om en man som blir kontaktad av ett spöke. Mannen tar sig an att skydda spökets brorsdotter från ett gäng puckelryggiga män.
Filmens bilduttryck är inspirerat av tysk expressionism. Handlingen har drag av flera olika genrer, som romantik, komedi, skräck och detektivhistoria. Detta i kombination med filmens spekulativa karaktär, och att den fram till 2011 var kommersiellt otillgänglig, har gett den status som en kultfilm.

## Medverkande
- Antonio Casal som Basilio Beltrán
- Isabel de Pomés som Inés
- Guillermo Marín som doktor Sabatino
- Félix de Pomés .som Don Robinson de Mantua
- Julia Lajos som "Bella Medusas" mor
- Julia Pachelo som Braulia
- Manolita Morán som "Bella Medusa"
- Antonio Riquelme som Don Zacarías
- José Franco som Napoleóns spöke